# Komárom
Komárom là một thành phố thuộc hạt Komárom-Esztergom, Hungary. Thành phố này có diện tích 70,19 km², dân số năm 2010 là 19705 người, mật độ 281 người/km².